# Capone-N-Noreaga
Capone-N-Noreaga – duet raperów z Queens, dzielnicy Nowego Jorku w skład którego wchodzą Capone (Kiam Holley, ur. 8 lutego 1977) i N.O.R.E. (Victor Santiago ur. 6 września 1977).

## Życiorys
Poznali się w 1992 roku w więzieniu na dyżurze w kuchni. W 1996 roku podpisali umowę z mało znaną wytwórnią muzyczną Penalty Records. Wydali w niej pierwszy singiel pt. „Illegal life”. W tym samym roku rozpoczęli współpracę z Mobb Deep nagrywając utwór „LA.LA“. W 1997 roku opublikowali album zatytułowany The War Report. Za produkcje muzyczną odpowiedzialni byli EZ Elpee, Buckwild, Marley Marl oraz Tragedy Khadafi. Płyta zyskała przychylne recenzje, a dzięki undergroudowej stylistyce duży szacunek w muzycznym świecie. Osiągnęła status złotej. Brzmienie produkcji można opisać jako hardcore. W momencie gdy płyta miała się ukazać Capone trafił do więzienia za złamanie zwolnienia warunkowego oraz nielegalne posiadanie broni.
W roku 2000, duet wydał drugi album The Reunion, tym razem w znanej wytwórni Tommy Boy Records. Album osiągnął status platynowej płyty (ponad 1 000 000 egzemplarzy sprzedanych w USA). Przed jej wydaniem Capone z wyrokiem 27 miesięcy ponownie trafił do więzienia z tych samych powodów co trzy lata wcześniej.

## Koncerty w Polsce
- 10 lutego 2009, Warszawa, klub The Fresh[2]

## Dyskografia
Albumy studyjne
- 1997: War Report
- 2000: The Reunion
- 2003: Double Drama
- 2007: Capone And Noreaga Still Reporting
- 2009: Channel 10
- 2010: The War Report 2[3]

EP'ki
- 1996: Illegal Life / Stick You / L.A., L.A.
- 1997: Bloody Money
- 1997: Capone Bone
- 1997: Closer (Sam Sneed Version)
- 1997: T.O.N.Y. (Top Of New York)
- 2000: Phone Time / Bang Bang
- 2000: Y'all Don't Wanna / Invincible
- 2001: Invincible
- 2003: Anything Goes / Top Shotter
- 2003: Hood Money / What's Ya Name
- 2003: People Know (La La La)
- 2004: Hey Y'all / Back When